# Frossörtbladbagge
Frossörtbladbagge (Phyllobrotica quadrimaculata) är en skalbaggsart som först beskrevs av Carl von Linné 1758.  Frossörtbladbagge ingår i släktet Phyllobrotica, och familjen bladbaggar. Arten är reproducerande i Sverige.